# Stefan Koubek
Stefan Koubek (født 2. januar 1977 i Klagenfurt, Østrig) er en østrigsk tennisspiller, der blev professionel i 1994. Han har igennem sin karriere vundet 3 single- og 1 doubletitel, og hans højeste placering på ATP's verdensrangliste er en 20. plads, som han opnåede i marts 2000.

## Grand Slam
Koubeks bedste Grand Slam-resultat i singlerækkerne kom ved Australian Open i 2002, hvor han, efter blandt andet at have besejret Fernando González og danske Kristian Pless, spillede sig i kvartfinalen. Her tabte han dog til Jiří Novák fra Tjekkiet. 